# 科林·博迪尔
科林·博迪尔（英語：Colin Bodill，1952年—），英国飛行員。
- 1995年，他获得了机动滑翔飞翼的世界冠军
- 1998年，他刷新了开仓驾驶飞机从伦敦飞往悉尼的速录纪录
- 2007年，他和珍妮弗·默里历时171天完成了驾驶直升机飞越北极和南极的破纪录旅行。